# Бурвін
Бурвін (пол. Burwin) — село в Польщі, у гміні Ломази Більського повіту Люблінського воєводства. Населення — 93 особи (2011).

## Історія
За даними етнографічної експедиції 1869—1870 років під керівництвом Павла Чубинського, у селі переважно проживали греко-католики, які розмовляли українською мовою.
У 1975—1998 роках село належало до Білопідляського воєводства.

## Демографія
Демографічна структура станом на 31 березня 2011 року:
|          | Загалом | Допрацездатний вік | Працездатний вік | Постпрацездатний вік |
| -------- | ------- | ------------------ | ---------------- | -------------------- |
| Чоловіки | 41      | 9                  | 20               | 12                   |
| Жінки    | 52      | 8                  | 22               | 22                   |
| Разом    | 93      | 17                 | 42               | 34                   |